# Patricia Breslin
Patricia Rose Breslin (New York, 17 marzo 1925 – Baltimora, 12 ottobre 2011) è stata un'attrice statunitense, attiva dal 1949 al 1969.

## Filmografia parziale

### Cinema
- Go Man Go, regia di James Wong Howe (1954)
- Andy Hardy Comes Home, regia di Howard W. Koch (1958)
- Homicidal, regia di William Castle (1961)
- Gli occhi degli altri (I Saw What You Did), regia di William Castle (1965)

### Televisione
- The Philco Television Playhouse – serie TV, 3 episodi (1949-1951)
- Kraft Television Theatre – serie TV, 4 episodi (1950-1952)
- Broadway Television Theatre – serie TV, 2 episodi (1952-1954)
- Armstrong Circle Theatre – serie TV, 2 episodi (1953-1954)
- Studio One – serie TV, 2 episodi (1954)
- The Goldbergs – serie TV, 2 episodi (1954)
- Robert Montgomery Presents – serie TV, 3 episodi (1952-1954)
- The Philip Morris Playhouse – serie TV, episodio 1x18 (1954)
- The People's Choice – serie TV, 104 episodi (1955-1958)
- Alfred Hitchcock presenta (Alfred Hitchcock Presents) – serie TV, 3 episodi (1958-1962)
- I detectives (The Detectives) – serie TV, episodio 2x09 (1960)
- Outlaws – serie TV, episodio 1x02 (1960)
- Perry Mason – serie TV, 3 episodi (1960-1963)
- Ai confini della realtà (The Twilight Zone) – serie TV, episodi 2x07-4x10 (1960-1963)
- The New Breed – serie TV, episodio 1x09 (1961)
- June Allyson Show (The DuPont Show with June Allyson) – serie TV, episodio 2x23 (1961)
- L'ora di Hitchcock (The Alfred Hitchcock Hour) – serie TV, 2 episodi (1962-1964)
- The Dick Powell Show – serie TV, episodio 2x27 (1963)
- Sotto accusa (Arrest and Trial) – serie TV, episodio 1x09 (1963)
- The Greatest Show on Earth – serie TV, episodio 1x16 (1964)
- Peyton Place – soap opera, 30 puntate (1964-1965)
- General Hospital – serie TV, 26 episodi (1965-1969)